# چاچاکومایوک
چاچاکومایوک (به اسپانیایی: Chachacomayoc) یک کوه در پرو است که در منطقه کوسکو واقع شده‌است.  چاچاکومایوک ۵٬۱۰۰ متر بالاتر از سطح دریا واقع شده‌است.